# 紀元前344年
紀元前344年（きげんぜん344ねん）は、ローマ暦の年である。
当時は、「ルティウスとトルクァトゥスが共和政ローマ執政官に就任した年」として知られていた（もしくは、それほど使われてはいないが、ローマ建国紀元408年）。紀年法として西暦（キリスト紀元）がヨーロッパで広く普及した中世時代初期以降、この年は紀元前344年と表記されるのが一般的となった。

## 他の紀年法
- 干支 : 丁丑
- 日本
  - 皇紀317年
  - 孝安天皇49年
- 中国
  - 周 - 顕王25年
  - 秦 - 孝公18年
  - 楚 - 宣王26年
  - 斉 - 威王13年
  - 燕 - 文公18年
  - 趙 - 粛侯6年
  - 魏 - 恵王26年
  - 韓 - 昭侯19年
- 朝鮮
  - 檀紀1990年
- ベトナム :
- 仏滅紀元 : 201年
- ユダヤ暦 :

## できごと

### ペルシア帝国
- カリア王イドリエウスが死に、ペルシアの州を、妻である姉妹アダに遺言で残す。

### 古代ギリシャ
- アテナイの政治家のデモステネスが、できるだけ多くの都市をマケドニアの影響から引き剥がすため、ペロポネソスへ旅する。しかし彼の努力はほとんど徒労に終わった。ほとんどのペロポネソス人はピリッポス2世が彼らの自由を保証してくれるものと見ていたので、アテナイに共同の使節を送ってデモステネスの活動に苦情を述べた。彼らの苦情に対し、デモステネスは、ピリッポス2世への熱烈な攻撃である第2回ピリッピカを演説した。

### シチリア
- シラクサの貴族は、本国コリントスに、僭主ディオニュソス2世について訴える。コリントス人の将軍ティオモレオンが、シチリアの解放軍を率いるべく選ばれた。タウロメニウム（タオルミーナ）に夏に上陸すると、ティモレオンは、ディオニュソス率いる軍とカルタゴ軍の救援を仰いだヒケテス（レンティーニ近隣の僭主）率いる軍との2つの軍に直面した。知略により、ティモレオンは敵を打倒し、シラクサを占領した。
- ディオニュソス2世はコリントスのティモレオンの侵略の後、放浪することとなった。

### 中国
- 諸侯が成周で会合した。
- 魯で康公が死に、景公が即位した。

## 科学
- ギリシアの哲学者にして科学者のアリストテレスが、自然科学特に海洋生物学を研究するために、アッソスからレスボスへと旅行する。

## 死去
- イドリエウス (en:Idrieus)、 カリア王
- 康公、魯の君主